# Marcus Derrickson
Marcus Derrickson (ur. 1 lutego 1996 w Waszyngtonie) – amerykański koszykarz, występujący na pozycji niskiego skrzydłowego, obecnie zawodnik Busan KT Sonicboom.
Poprowadził drużynę Brewster Academy do mistrzostwa kraju (Prep), zdobywając tytuł MVP, natomiast zespół Paul VI do dwóch tytułów mistrza konferencji Washington Catholic Athletic.
23 sierpnia 2019 dołączył do Atlanty Hawks. 18 października opuścił klub.
26 czerwca 2020 został zawodnikiem Busan KT Sonicboom.

## Osiągnięcia
Stan na 19 grudnia 2020, na podstawie, o ile nie zaznaczono inaczej.
NCAA
- Zaliczony do II składu konferencji Big East (2018)

NBA
- Wicemistrz NBA (2019)